# Paramysis baeri
Paramysis baeri är en kräftdjursart som beskrevs av Voldemar Czerniavsky 1882. Paramysis baeri ingår i släktet Paramysis och familjen Mysidae. Inga underarter finns listade i Catalogue of Life.